# Suteria ide
Espèce
Suteria ide est une espèce d'escargot  terrestre appartenant à la famille des Charopidae (Marshall, 2015). Cette espèce est endémique de Nouvelle-Zélande.

## Description
La coquille de cette espèce atteint 9 mm de large et 4,5 mm de hauteur (Powell, 1979). Son périostracum est couvert de poils courts, ce qui réduit la quantité de terre et d'eau adhérant à la coquille (Brockie, 2013).

## Habitat
Suteria ide vit dans des microcavités du sol, ou sous des morceaux de bois ou des feuilles mortes (Solem et al. 1981). Ces escargots vivent en Nouvelle-Zélande, dans l'île du Nord et dans la moitié nord de l'île du Sud.